# Islip
Islip é a quarta maior cidade do estado americano de Nova Iorque, localizada no Condado de Suffolk.[carece de fontes?]

## Geografia
De acordo com o United States Census Bureau tem uma área de 422,5 km², dos quais 272,7 km² cobertos por terra e 149,8 km² cobertos por água. Islip localiza-se a aproximadamente 2 m acima do nível do mar.